# Timbuktu (Auster)
Timbuktu ist ein Roman des US-amerikanischen Schriftstellers Paul Auster, der 1999 als Timbuktu – A Novel in den Vereinigten Staaten und im gleichen Jahr in deutscher Übersetzung erschien.

## Handlung
Erzähler des Romans ist Mr. Bones, ein Hund. Im Zentrum des Geschehens steht dabei zunächst der erste Besitzer der Promenadenmischung, William Gurevitch alias Willy G. Christmas, ein erfolgloser Dichter, der seine Sommer als Landstreicher, die Winter aber bei seiner Mutter, einer streitbaren polnischen Einwanderin, verbringt. Die Erzählung setzt ein kurz vor dem Tod des Dichters, der vor einem Haus Edgar Allan Poes zusammenbricht. Dabei wird der Tod durch das Wortspiel "Poe-Land" als Heimkehr ins Land seiner Eltern verklärt. Vollends metaphysisch wird es, als der sterbende Autor seinem Hund seine Paradiesvorstellung darstellt. Timbuktu, die sagenumwobene afrikanische Stadt, steht dabei für das Paradies. Auch nach dem Tode seines Herrchens bleibt dieser seinem Hund in Träumen präsent, berichtet ihm Tröstliches aus dem Jenseits, prophezeit ihm sogar, dass die Aufnahme von Mr. Bones dorthin gesichert sei.
Der nun herrenlose Hund wird sodann mit der bitteren Realität eines herrenlosen Tieres konfrontiert und findet dennoch zwischenzeitlich zwei neue Besitzer. Er verbringt die Sommerferien mit dem kleinen Sohn eines chinesischen Restaurantbesitzers, der Hunde hasst, und flüchtet dann nach der Entdeckung zu einer amerikanischen Mittelschichtfamilie. Dort scheinen die Zustände zunächst paradiesisch zu sein, der Vater, ein Pilot, erweist sich aber als zweischneidige Persönlichkeit, die Liebe des Ehepaars kriselt, der äußere Schein von heiler Welt trügt. Der Hund spürt dies lange vor seinen Herren. Aus einem Tierheimaufenthalt während der Sommerferien tritt der Hund seine letzte Flucht an. Nachdem ihm sein Herr im Fiebertraum erneut die Heimkehr nach Timbuktu versprochen hat, läuft der Hund in einer Mischung aus Hilfesuche und Suizid auf einen vielbefahrenen Highway.

## Einordnung in Austers Werk
Typisch für Auster ist die Verwendung von Motiven aus eigenen Werken. So nutzt er Wortspiele um den Begriff "Timbuktu" bereits in seinem Roman "Mr. Vertigo". Dort nehmen die beiden Protagonisten die Rolle von Vater und Sohn ein und nennen sich Timothy Buck und Timothy Buck II. "oder Tim Buck One und Tim Buck Two".
"Ein Scherz, der uns ein paar Lacher einbrachte, und das Komische dabei war, daß unser Aufenthaltsort tatsächlich manches mit Timbuktu gemeinsam hatte, zumindest was seine Abgelegenheit betraf; auf einer Landzunge hoch über dem Meer und meilenweit keine Nachbarn."
Die Hundeperspektive zeigt amerikanische Welten aus der Perspektive des Schwachen, die in ihrer Naivität zugleich kindlich und auch philosophisch ist. Dabei steht Naivität neben Weisheit, das Unverstehen erweist sich als kritische Perspektive. Von der Kritik wurde die simpel zu lesende Geschichte nicht nur positiv aufgenommen.

## Kritik
Hanns-Josef Ortheil schreibt in der Zeit (42/1999):
"Zunächst hat Auster den richtigen Einstieg in die Geschichte verpasst. Timbuktu ist eine Hundegeschichte, sie ist so interessant wie die Hundeperspektive, die die einzige und zentrale des Romans sein soll. Auster weicht ihr zunächst aus. Er klammert sich an die Lebensgeschichte des Herrchens, verleiht ihr ein paar skurrile Züge und hangelt sich von einem Klischee zum nächsten. So bleibt die Geschichte tot, von Anfang an, sie wirkt kalt, man blättert Papier um, Seite für Seite, und fasst nicht, was einem da geboten wird: "Ich wollte nie Penner werden. So hatte ich mir das nie gedacht, so hab ich mir die Zukunft nicht erträumt. In Papierkörben nach Pfandflaschen zu wühlen stand nicht auf dem Plan. Wasser auf Windschutzscheiben zu spritzen auch nicht. Und vor Kirchen auf die Knie zu fallen und die Augen zu schließen, damit ich wie ein frühchristlicher Märtyrer aussah und die Passanten Mitleid mit mir bekamen ..." - es reicht."

## Adaptionen
- "Timbuktu" (Hörspiel, WDR/ORF 2001, Regie: Leonhard Koppelmann)

## Ausgaben
- Timbuktu – A Novel. Henry Holt, New York 1999. ISBN 0-8050-5407-3
  - Übersetzung: Timbuktu. Dt. von Peter Torberg. Rowohlt, Reinbek 1999. ISBN 3-498-00053-5